# Diplusodon epilobioides
Diplusodon epilobioides är en fackelblomsväxtart som beskrevs av Dc.. Diplusodon epilobioides ingår i släktet Diplusodon och familjen fackelblomsväxter. Inga underarter finns listade i Catalogue of Life.